# Paga (plaats)
Paga is een bestuurslaag in het regentschap Sikka van de provincie Oost-Nusa Tenggara, Indonesië. Paga telt 4060 inwoners (volkstelling 2010).